# Falklandoglenes spinosa
Falklandoglenes spinosa är en spindelart som beskrevs av Usher 1983. Falklandoglenes spinosa ingår i släktet Falklandoglenes och familjen täckvävarspindlar.
Artens utbredningsområde är Falklandsöarna. Inga underarter finns listade i Catalogue of Life.